# Gare d’Escalquens
Gare d’Escalquens vasútállomás Franciaországban, Escalquens településen.

## Vasútvonalak
Az állomást az alábbi vasútvonalak érintik:
- Bordeaux–Sète-vasútvonal

## Kapcsolódó állomások
A vasútállomáshoz az alábbi állomások vannak a legközelebb:
- Gare de Montlaur (Gare de Sète, Bordeaux–Sète-vasútvonal)
- Halte de Labège-Village (Gare de Bordeaux-Saint-Jean, Bordeaux–Sète-vasútvonal)